# Lappula paulsenii
Lappula paulsenii är en strävbladig växtart som först beskrevs av A. Brand, och fick sitt nu gällande namn av Mikhail Grigoríevič Popov. Lappula paulsenii ingår i släktet piggfrön, och familjen strävbladiga växter. Inga underarter finns listade i Catalogue of Life.